# Ahuatlán, Huaquechula
Ahuatlán är en ort i Mexiko.   Den ligger i kommunen Huaquechula och delstaten Puebla, i den sydöstra delen av landet, 100 km sydost om huvudstaden Mexico City. Ahuatlán ligger 1 378 meter över havet och antalet invånare är 238.
Terrängen runt Ahuatlán är huvudsakligen kuperad, men åt sydväst är den platt. Runt Ahuatlán är det ganska tätbefolkat, med 120 invånare per kvadratkilometer. Närmaste större samhälle är Calmeca, 5,6 km söder om Ahuatlán. I omgivningarna runt Ahuatlán växer huvudsakligen savannskog.